# Callilepis cretica
Espèce
Synonymes
- Minosia cretica Roewer, 1928
- Callilepis wiehlei Bristowe, 1935

Callilepis cretica est une espèce d'araignées aranéomorphes de la famille des Gnaphosidae.

## Distribution
Cette espèce se rencontre en Macédoine, en Grèce, en Turquie et en Azerbaïdjan.

## Étymologie
Son nom d'espèce lui a été donné en référence au lieu de sa découverte, la Crète.

## Publication originale
- Roewer, 1928 : Araneae. Zoologische Streifzüge in Attika, Morea, und besonders auf der Insel Kreta, II. Abhandlungen herausgegeben vom Naturwissenschaftlichen Verein zu Bremen, vol. 27, p. 92-123.